# Ростопчин, Сергей Фёдорович
Граф Серге́й Фёдорович Ростопчи́н (1794 — 4 апреля 1836, Москва, Российская империя) — штабс-ротмистр из рода Ростопчиных, участник войны 1812 года.

## Биография
Старший сын графа Фёдора Васильевича Ростопчина и его супруги Екатерины Петровны, ур. Протасовой. Получил домашнее образование. 12 декабря 1809 года был пожалован в камер-пажи. 23 марта 1812 года он был назначен офицером в Ахтырский гусарский полк и вскоре назначен адъютантом к главнокомандующему Михаилу Барклаю-де-Толли; во время Бородинской битвы исполнял его приказания. Сопровождая главнокомандующего, Ростопчин участвовал в различных сражениях войн 1812—1814 годов и 12 марта 1813 года был переведён в Кавалергардский полк; за битву под Лейпцигом 4—7 октября он был награждён орденом св. Анны с алмазами, а 2 апреля 1814 года произведён в штабс-ротмистры.
По возвращении из-за границы в 1814 году Ростопчин вёл неумеренный образ жизни, подпортив своё здоровье и наделав много долгов, и в 1815 году уехал лечиться за границу. Возвратившись снова в полк осенью 1816 года, он в марте следующего 1817 года был снова уволен на два года за границу для лечения. Его отец очень тревожился болезненным состоянием сына и жил с ним вместе в Париже в 1818 году. Сергей Ростопчин сначала относился внимательно к лечению и установленному для него строгому образу жизни, но вскоре снова предался увлечениям парижской жизни и, мотая деньги, опять заимел долги. Его отец, заплатив часть долгов, отказался, наконец, уплачивать их за легкомысленного сына, предоставив заимодавцам поступать с ним по закону. Вследствие этого Сергей Ростопчин был отправлен в тюрьму несостоятельных должников (St.-Pélagie), а затем 2 октября 1820 года уволен со службы по болезни.
Отец не хотел знать своего сына, который некоторое время влачил незавидное существование. Перед смертью Фёдор Ростопчин, по убеждению своего друга А. Я. Булгакова, простил сына, благословил его и, назначив ему немалую долю имущества, сказал, что если долги его превышают то, что он ему оставляет, то и назначает ему пожизненно по 20000 рублей в год. Это дало возможность Ростопчину вернуться снова в Россию и здесь продолжать свою праздную жизнь, проживая по преимуществу в усадьбе Вороново, подмосковном имении отца.
Умер в Москве 4 апреля 1836 года, похоронен на том же Пятницком кладбище, где покоится его отец.

## Семья
Ещё в молодости, путешествуя по Италии, Ростопчин обратил на себя внимание жены графа Филиппи, урожденной княжны Марии Круа-де-Сольж (1796—1838) и увез её из Флоренции в Москву. Когда она овдовела, он женился на ней. Бракосочетание состоялось в Киево-Печерской Феодосиевской церкви 7 января 1835 года. После свадьбы она носила имя Марии Игнатьевны. Ещё до брака у них родился сын, Владимир Сергеевич Филиппи. Ростопчин не успел его узаконить и он носил имя первого мужа своей матери. После смерти родителей был взят в Париж графиней де Сегюр и воспитывался с её детьми.